# 蘇門答臘 (蒙大拿州)
蘇門答臘（英語：Sumatra）是位於美國蒙大拿州羅斯布德縣的非建制地區。

## 歷史
蘇門答臘的郵局自1910年營運至今。

## 地理
蘇門答臘所處的海拔為高於海平面976米（即3202英呎），而該地所採用的時區為UTC-6，即北美山地時區（MST）。同時該地設有夏令時間，為UTC-7調快一小時，即UTC-6（MDT）。